# Xylotrupes lorquini
Xylotrupes lorquini är en skalbaggsart som beskrevs av Schauffus 1885. Xylotrupes lorquini ingår i släktet Xylotrupes och familjen Dynastidae. Utöver nominatformen finns också underarten X. l. zideki.